# Matilda Rapaport
Pour les articles homonymes, voir Rapaport.
Matilda Rapaport, née le 29 janvier 1986 à Stockholm et morte le 18 juillet 2016 à Santiago du Chili, est une skieuse alpine suédoise. Elle est la nièce de l'actrice suédoise Alexandra Rapaport.

## Biographie
Après une première carrière en ski alpin, elle passe au freeride. Elle remporte notamment les Scandinavian Big Mountain Championships en 2011 avant de rejoindre le Freeride World Tour et de remporter l'Xtreme Verbier, la compétition la plus difficile de la saison, en 2013.
Le 18 juillet 2016,  Matilda Rapaport meurt à Santiago du Chili des suites de son accident, survenu quatre jours plus tôt, prise dans une avalanche alors qu'elle tournait une vidéo publicitaire dans les montagnes de Farellones (en).
En 2014, elle avait déjà été prise dans une avalanche en Alaska.
Vivant dans les Alpes suisses depuis 2009, Matilda Rapaport résidait au moment de sa disparition dans la station d'Engelberg. En avril 2016, elle avait épousé le skieur alpin suédois Mattias Hargin.